# Chvalatice
Chvalatice (en allemand : Chwallatitz) est une commune du district de Znojmo, dans la région de Moravie-du-Sud, en République tchèque. Sa population s'élevait à 100 habitants en 2020.

## Géographie
Chvalatice se trouve à 25 km au nord-ouest de Znojmo, à 69 km au sud-ouest de Brno et à 158 km au sud-est de Prague.
La commune est limitée par Dešov au nord-ouest et au nord, par Zálesí et Štítary à l'est, par Lančov et Starý Petřín au sud, et par Bítov à l'ouest.

## Histoire
La première mention écrite de la localité date de 1498.